# The Armed
The Armed es un colectivo musical de hardcore punk estadounidense originario de Detroit, Míchigan formado en 2009. Todos los álbumes de la banda se han lanzado de forma gratuita a través de descargas online y han sido producidos por Kurt Ballou. También son conocidos por incluir bateristas invitados en sus lanzamientos. Entre estos invitados incluyen a Chris Pennie (de The Dillinger Escape Plan), Nick Yacyshyn (de Baptists) y Ben Koller (de Converge).

## Historia
La mayoría de los miembros de The Armed tocaron previamente en otra banda llamada Slicer Dicer, que según Tony Wolski, se convirtió posteriormente en The Armed.
The Armed lanzó su álbum debut These Are Lights de forma gratuita en 2009, el álbum también fue mezclado por Kurt Ballou. Wolski explicó porque el álbum fue gratuito en una entrevista con Thrash Hits: «Querer que la gente realmente escuchara la música nos hizo regalarla gratis. Todos hemos tocado en otras bandas por un tiempo, y si es bueno o no, es innegable que, en su mayor parte, los jóvenes no otorgan el mismo valor monetario a las grabaciones que antes. La gente puede discutir sobre la ética, pero ese es el hecho. Por lo tanto, podría tratar de adaptarse a eso y controlar la situación en sus propios términos. ¿Por qué dejar que alguien publique un torrent horriblemente comprimido de su material dicte lo que la mayoría de la gente va a escuchar?. Nuestro lanzamiento por cuenta propia nos permitió ejercer cierto nivel de control de calidad. Además, podemos llegar mucho más lejos de esta manera... por ejemplo, dudo que hayan escuchado nuestro álbum si solo estuviéramos sacando media docena de CD en los shows en los estados. Y la gente que realmente escucha estas cosas es, con mucho, el objetivo más importante».
The Armed lanzó su primer EP Common Enemies, que contó con un invitado, Chris Pennie, fue lanzado el 16 de julio de 2010. The Armed lanzó su segundo EP Young & Beautiful el 11 de octubre de 2011. El EP fue mezclado por Ballou y contó nuevamente con Pennie como invitado. The Armed lanzó su tercer EP Spreading Joy el 11 de diciembre de 2012; Pennie toco en todas las canciones del EP. The Armed lanzó un EP split con la banda Tharsis They, el 17 de diciembre de 2013.
The Armed lanzó su segundo álbum Untitled el 23 de junio de 2015. The Armed hizo todo lo posible para ocultar a quienes trabajaron en el disco, con la excepción del baterista invitado Nick Yacyshyn y el ingeniero Kurt Ballou.
The Armed lanzó su primer álbum en vivo Unanticipated el 16 de junio de 2016.
El 27 de abril de 2018, The Armed lanzó Only Love, con Ben Koller en la batería. Koller explicó en una entrevista con Modern Drummer, que solo estaba familiarizado con la banda y sabía que eran «misteriosos y raros». Ballou le informó a Koller que la banda estaba grabando un nuevo álbum y dijeron que le encantaría que Koller tocara la batería. Koller dijo que la solicitud fue hecha con poca antelación, y que la grabación se llevaría justo a cabo en medio del tracking de batería para el nuevo álbum de Converge, y que parecía «bastante estresante». Sin embargo, Koller escuchó que Rob Trujillo tocaría el bajo en el álbum, que era «el punto de venta» para él. Pero de hecho, Trujillo nunca estuvo involucrado en ninguna capacidad con el álbum. Koller también le dijo a su compañero de banda de Converge y al productor de Only Love, Kurt Ballou, que las demos que le enviaron para este álbum eran canciones de Converge, lo que lo impulsó a aprenderlas. Koller continuó diciendo «...esencialmente, me engañaron para tocar en este álbum. Estas tácticas extrañas me sorprendieron tanto que simplemente seguí adelante».

## Estilo musical
La banda se ha descrito principalmente como hardcore punk, así como punk rock, post-hardcore, hardcore experimental y mathcore.

## Miembros
The Armed tiene un núcleo central de miembros al tiempo que presenta una alineación rotativa de colaboradores. La banda ha declarado que la formación está «en constante cambio». Han hecho todo lo posible para desviar, engañar y jugar con su audiencia cuando se trata de quién es miembro de la banda. Para lograr esto, la banda ha evitado decir los nombres de sus miembros, además hacen que actores finjan ser miembros de la banda y realizan giras en secreto, a menudo actuando en noches de micrófono abierto con nombres falsos.
Invitados conocidos
- Chris Pennie (The Dillinger Escape Plan, Coheed and Cambria) – batería en Spreading Joy (2012)
- Nick Yacyshyn (Baptists, Sumac) – batería en Untitled (2015)
- Ben Koller (Converge, Acid Tiger, All Pigs Must Die, United Nations) – batería en Only Love (2018)

## Discografía
Álbumes de estudio
- These Are Lights (2009, Autopublicación)
- Untitled (2015, No Rest Until Ruin)
- Only Love (2018, No Rest Until Ruin)
- Ultrapop (2021, Sargent House)

Álbumes en directo
- Unanticipated (2016, No Rest Until Ruin)

Álbumes recopilatorio
- 09-11 (2011, Autopublicación)

EP
- Common Enemies (2010, No Rest Until Ruin)
- Young & Beautiful (2011, No Rest Until Ruin)
- Spreading Joy (2012, No Rest Until Ruin)
- The Armed / Tharsis They (split con Tharsis They) (2013, No Rest Until Ruin)

Sencillos
- «Luxury Themes» (2018)
- «Ft. Frank Turner» (2019, Sargent House/Williams Street)